# Khetag Khosonov
Khetag Muratovich Khosonov (Vladikavkaz, 16 de junho de 1998) é um futebolista profissional russo que atua como meia.

## Carreira

### CSKA Moscou
Khetag Khosonov se profissionalizou no PFC CSKA Moscovo, em 2015.

## Títulos
CSKA Moscou
- Supercopa da Rússia: 2018[1]